# Bötning
Bötning är en benämning på utpressning eller rån som ofta används när brottet begås av och mot ungdomar på högstadie- eller gymnasieskolor.  Tillvägagångssättet liknar den organiserade brottslighetens utpressnings- och indrivningsverksamhet. Gärningsmannen bestämmer att en annan person ska betala ersättning för en påstådd kränkning och driver därefter med våld eller hot om våld in ersättningen. Kränkningen kan till exempel bestå i att en elev berättat om en händelse för lärare eller polis.
I en undersökning som juridikstudenterna Jerker Hällqvist och Dan Eliasson gjorde i samarbete med ungdomssajten Lunarstorm svarade strax under 10% av ungdomarna att de hade personliga erfarenheter av bötning och närmare 40% att de kände till någon som blivit utsatt. Fler pojkar än flickor polisanmäler att de utsatts för bötning. Pojkar tvingas ofta lämna ifrån sig pengar eller saker för att slippa misshandel medan flickor enligt Göteborgspolisen riskerar ”att få betala med sin kropp”.
Juridiskt rubriceras bötning som utpressning, olaga hot, rån, ocker eller misshandel. Utpressning är ett brott enligt 9 kap 4 § Brottsbalken och påföljden är fängelse i högst två år. Om brottet är ringa kan böter utdömas Används fysiskt våld eller så allvarligt hot att det för offret framstår som "trängande" är brottet att bedöma som rån enligt 8 kap 5 § BrB. Påföljden är fängelse lägst ett och högst sex år.
Vissa som sysslat med bötning och blivit kriminella har tagit med sig idén till vuxen ålder. Det anses som en viktig bidragande orsak till ökningen av utpressning i större skala.